# Томарос
То̀марос, също и Олѝцикас (на гръцки: Τόμαρος, Τμάρος, Ολύτσικας) е планина в югозападната част на ном Янина в областта Епир, Гърция. Най-високият връх на планината носи същото име – То̀марос – и е висок 1974 m.
В подножието на планината са разположени селата Додони, Аспрохори, Платания, Липа, Ахладиес, Варгиадес, Копани и Мелингои.

## Забележителности
В близост до съвременното Додони се намира античното селище Додона. Тук е имало светилище на Зевс и един от най-старите и втори по значимост оракул в Древна Гърция. Интерес представляват руините на амфитеатъра, един от най-големите на територията на Гърция.